# 越郡公所
越郡公所，即绍兴会馆，位于中华人民共和国浙江省金华市兰溪市云山街道云山路32号，云山小学对面，建于清代。建筑前后二进，三开间，门楼为牌坊式，砖雕精美。青石板地面，三叠马头墙。
2005年11月3日，越郡公所公布为市级文保单位。2017年1月19日，越郡公所作为兰溪商埠地方会所的子项，公布为第七批浙江省文物保护单位，属于古建筑类，编号7-204。